# Eugène de Gaville
Pour les articles homonymes, voir Picart.
Louis Eugène Picart de Gaville, dit Eugène de Gaville, né à Étampes le 20 janvier 1806 où il est mort le 5 janvier 1837, est un auteur dramatique français.

## Biographie
Fils d'Henry Picart de Gaville (1766-1822), lieutenant puis capitaine en second au 5ème Régiment d'Artillerie (ex-Strasbourg-Artillerie),émigré en 1792, devenu lieutenant en premier à la 1ère Compagnie de Canonniers dans l'armée de Condé dissoute en 1801 et enfin commandant de la Garde nationale à Étampes sous la Restauration, et de Louise Marie de Mirebeau, Eugène de Gaville parait, pendant sa courte existence, avoir toujours demeuré à Étampes où il vivait de ses rentes.
Bien qu'il semble avoir participé à l'écriture de plusieurs ouvrages dramatiques, il n'a laissé son nom qu'à très peu de publications. Mort prématurément à l'âge de 30 ans, il n'a pas eu le temps de laisser derrière lui une œuvre importante.

## Œuvres
- 1829 : Mon oncle le bossu, ou les Deux Pupilles, comédie en un acte, en prose, avec W. Lafontaine et Mélesville[5], au théâtre de l'Odéon à Paris (1er décembre) et au théâtre de la Monnaie à Bruxelles en 1830 (20 août)[6]
- 1834 : Les Soirs, recueil de poésies, Paris, H. Fournier, in-8°[7].